# Гіпсизігус в'язовий
Гіпсизігус в'язовий (Hypsizygus ulmarius) — вид базидіомікотових деревних грибів родини ліофілових (Lyophyllaceae) порядку агарикальних (Agaricales). Інші назви: глива в'язова, ліофіл в'язовий, глива ільмова.

## Опис
Шапинка діаметром 5-8 (15) см, спочатку опукла, горбкувата, з підігнутим краєм, з водянистими коричневими плямами, згодом опукло-розпростерта, розпростерта, іноді з тупим горбиком або трохи втиснута, іноді ексцентрична, з опущеним краєм, часто з краплями рідини на пластинках або по краю, в сиру погоду з жовтуватими «мармуровими» водянистими плямами, білувата, кремова, жовтувата, блідо-білувато-буровата.
Пластинки часті, широкі, широкоприрослі, білі, білувато-жовтуваті. Споровий порошок білий. Ніжка завдовжки 5-8 (10) см і діаметром 1-1,5 см, центральна або трохи ексцентрична, іноді вигнута, в основі потовщена, поздовжньо волокниста, іноді опушена, повнотіла або з порожниною, білувата, блідо-жувтувата, з білуватим нальотом, від дотику жовтіє. М'якуш дуже щільний, пружний, в нозі волокнистий, водянистий, сіруватий або жовтуватий, з виразним грибним запахом і приємним смаком.

## Розповсюдження
Вид поширений в Європі, Північній Азії та Північній Америці. В Україні трапляється в Лівобережному Лісостепу. Росте з початку вересня до середини жовтня в листяних і мішаних лісах, парках, на пнях і в підніжжі ослаблених листяних дерев (в'яз, осика, береза), групою або пучком.